# Station Bieczyno Pomorskie
Station Bieczyno Pomorskie is een spoorwegstation in de Poolse plaats Bieczyno.